# Cato Institute
El Cato Institute és un think tank liberal amb seu a Washington DC dedicat al lobby a favor de polítiques públiques liberals, no afiliat a partits polítics i amb personalitat jurídica com a organització sense ànim de lucre. S'autodenomina «defensor de la llibertat individual, govern mínim, mercats lliures i la pau». Cerca la discussió de polítiques públiques per promoure alternatives que siguin consistents amb els principis de llibertat individual des de la perspectiva liberal: govern mínim, mercats lliures i pau social.
Actualment serveix de suport ideològic per a organitzacions i partits polítics al voltant del món que s'ubiquen en el que és classificat com a liberalisme clàssic i Llibertarisme moderat.

## Història

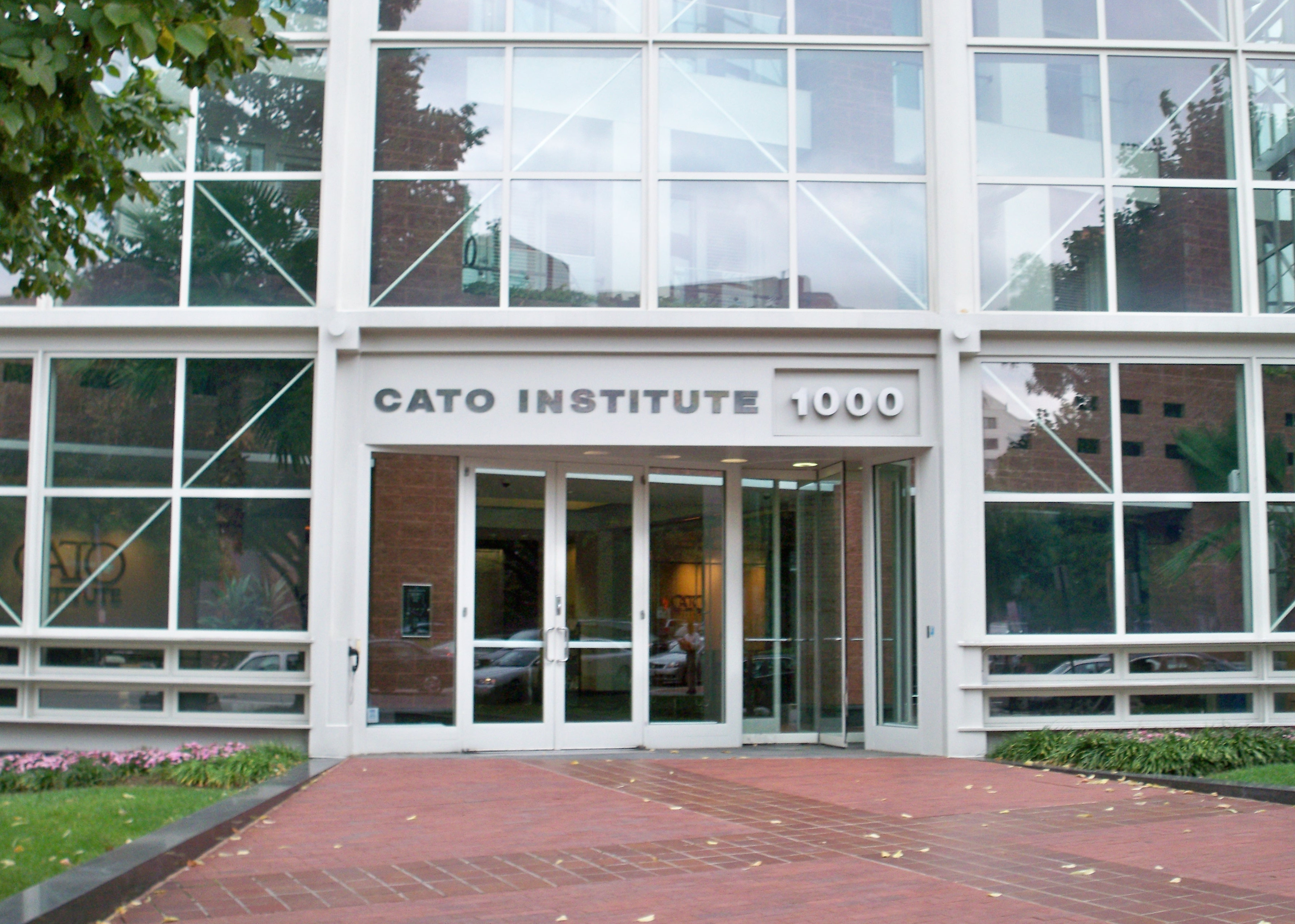
Seu del Cato Institute a Washington DC.

L'Institut va ser fundat el 1977 a San Francisco, Califòrnia per Edward H. Crane i inicialment finançat per Charles G. Koch. Va estar en aquests anys relacionat amb els inicis del Partit Llibertari. El nom va ser proposat per Murray Rothbard membre fundador i directiu que després va sortir per problemes interns amb l'organització.
Posteriorment la seva seu va ser traslladada a Washington DC el 1981. Entre els fonaments ideològics actuals del Cato es troben el minarquisme/govern mínim, el monetarisme de Milton Friedman, el concepte d'ordre espontani de Hayek i la «public choice» de James Buchanan, que són les bases de les seves anàlisis i propostes de polítiques públiques als governs. Al llarg del temps, la filosofia de l'objectivisme d'Ayn Rand ha estat influent entre els seus acadèmics, si bé no forma part de les propostes.
Durant la «Revolució Conservadora» del Partit Republicà dels Estats Units als anys 80, es va impulsar un acostament important per rejovenir el partit conservador amb elements i idees liberals. No obstant això la seva relació amb els conservadors no ha estat del tot harmoniosa, especialment a causa de l'enfrontament entre liberals-llibertaris i el neoconservadurisme de la militància republicana, per temes com la intervenció militar, la despesa pública, la guerra contra les drogues o les garanties constitucionals. Hi ha discussió respecte a la seva coincidència en determinats punts - socials, no econòmics - amb els progressistes del Partit Demòcrata.
El Cato és conegut pel seu rebuig de les legislacions antitabac i actualment és partidari de la idea que la influència de l'acció humana sobre l'escalfament global no és un fet comprovat i afirma que només serveix com a excusa de certs lobbies o grups de pressió.

## Temes de recerca
Els temes principals que tracta el Cato són: el paper de l'Estat, desregulació, desenvolupament econòmic, política fiscal, privatització de la previsió social, guerra contra les drogues, immigració, lliure comerç, relacions internacionals, medi ambient, defensa i seguretat internacional. El Cato compta entre els seus col·laboradors a un important grup d'experts en aquests temes entre els quals s'inclouen acadèmics i exfuncionaris públics.

### Acadèmics
| - David Boaz - Edward H. Crane - Jagadeesh Gokhale - Daniel T. Griswold - Andrey Illarionov - Brink Lindsey - William A. Niskanen - Tom G. Palmer | - Roger Pilon - José Piñera - Alan Reynolds - John Samples - Jerry Taylor - Ian Vásquez - Will Wilkinson - Sigrid Fry-Revere |

## Publicacions
- Cato publica una mitjana de 10 a 12 llibres per any en diverses àrees de polítiques públiques. També publica la revista Regulation cada quatre mesos des de 1977, en què critica les polítiques regulatòries en l'economia i la societat civil.
- Cato també fa bulletins de polítiques públiques, un Policy Report cada dos mesos i el Cato Journal publicat tres vegades l'any.
- CatoAudio publica mensualment podcasts amb convidats especials dels esdeveniments a l'institut.
- Cato's Letter, publicat quatre vegades l'any, ressalta un discurs important dels esdeveniments de l'institut.
- El 2006, Cato va tenir 130.000 membres subscrits en aquestes publicacions gratuïts.[8]

## Lloc web en castellà
La pàgina web en castellà del Cato Institute és www.elcato.org. Des que va ser iniciada el 1998, la pàgina ha publicat articles d'opinió, assaigs i estudis realitzats per acadèmics de l'institut i per altres liberals coneguts internacionalment sobre una extensa gamma de tòpics referits per a Llatinoamèrica i la resta dels països hispanoparlants.

## Crítiques
El tema del seu finançament, juntament amb discrepàncies sobre les seves propostes liberals, han estat els principals punts de crítica cap al Cato.
L'Institut Cato ha estat criticat pel seu assessorament a les reformes neoliberals que va realitzar la dictadura militar de Pinochet a Xile en la dècada del 1980, basades en la desregulació de l'economia, del mercat laboral, de les pensions i d'altres serveis socials.
Algunes organitzacions d'investigació científica que donen suport a la legislació antitabac i a les mesures de reducció d'emissions de GEH han acusat investigadors de l'Institut Cato d'utilitzar afirmacions o propostes que porten a error o són pseudocientífiques a fi de promoure les seves visions.

## Finançament
Al seu informe anual del 2007, el Cato Institute va reportar que va tenir ingressos de més de 24 milions de US$, dels quals un 75% van ser donacions d'individus, 13% d'altres fundacions, 8% de programes i un 2% de corporacions, de les quals són públiques per exemple la tabaquera Philip Morris i la petroliera ExxonMobil.

## El Premi Milton Friedman
El Premi Milton Friedman per a l'Avanç de la Llibertat és un premi al mèrit, que l'Institut atorga cada dos anys a qui considera que han realitzat una contribució significativa a l'avenç de la llibertat humana.
- Peter Thomas Bauer (2002)
- Hernando de Soto Polar (2004)
- Mart Laar (2006)
- Yon Goicoechea (2008)